# Ealing

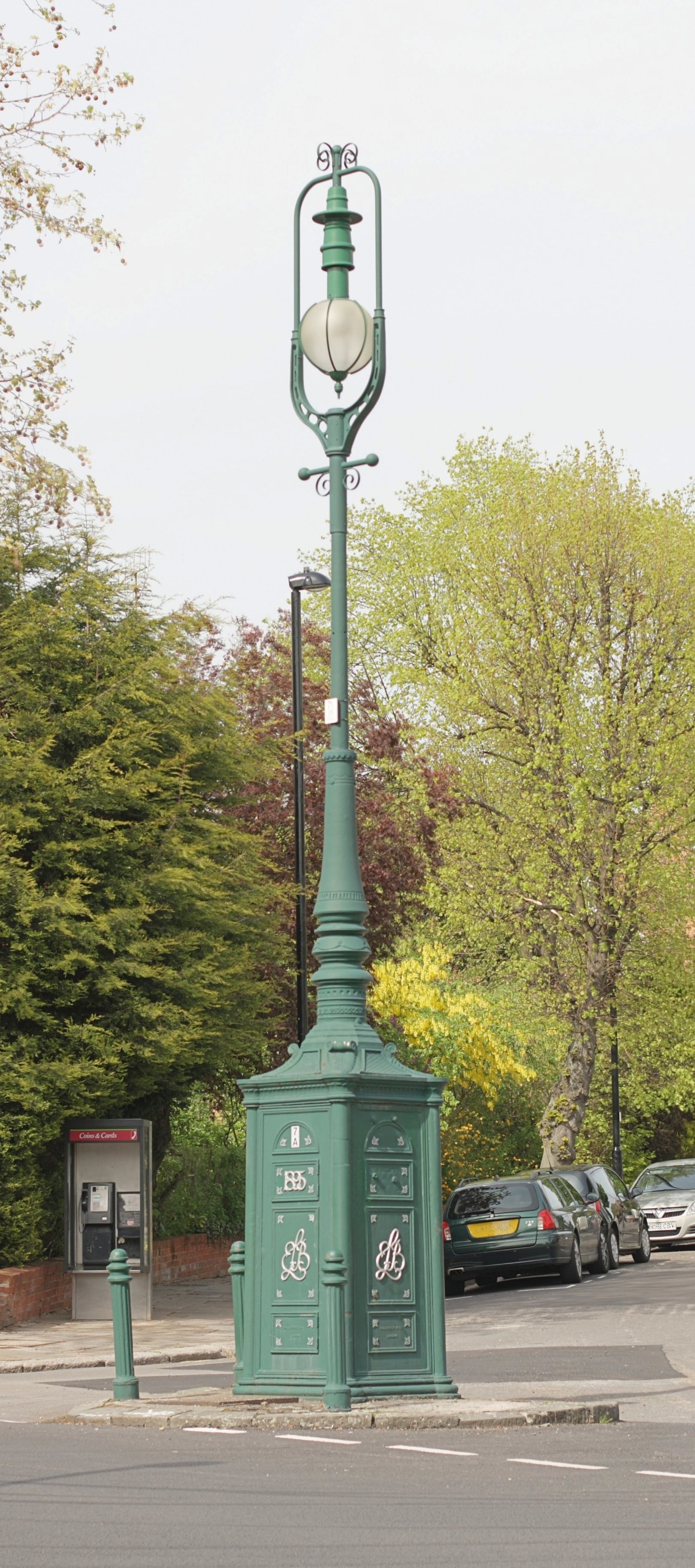
Đèn đường tiêu chuẩn 1905 trên đường Mount Park

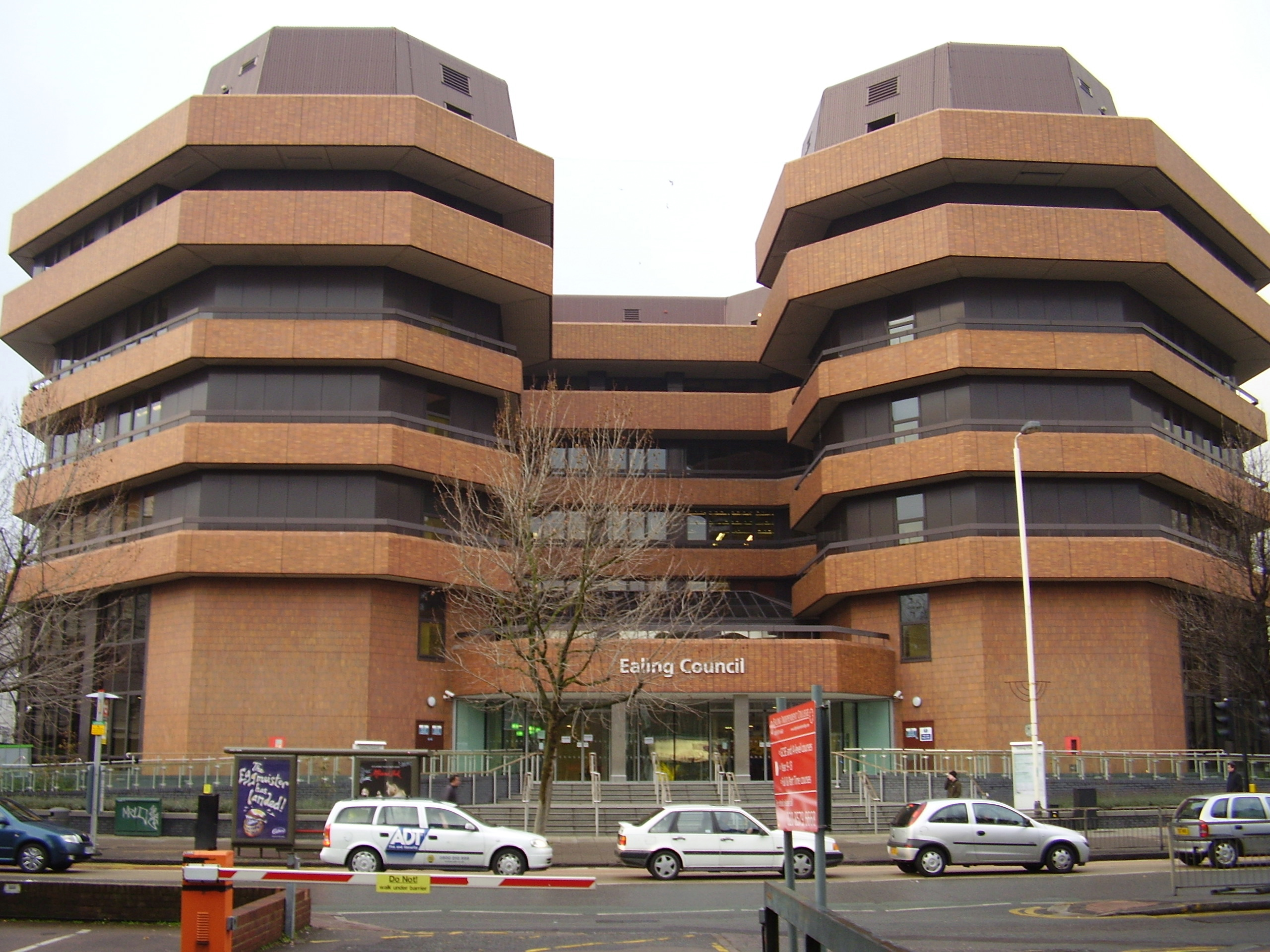
Tòa nhà Perceval

Ealing là một khu vực rộng lớn nằm ở phía tây Luân Đôn, Anh, là trung tâm hành chính của Khu Ealing của Luân Đôn. Nó nằm cách 7,9 dặm (12,7 km) về phía tây của Charing Cross và khoảng 12 dặm (19,3 km) từ Thành phố Luân Đôn. Ealing là một trong những trung tâm thủ đô trên Bản đồ Quy hoạch Luân Đôn. Thời xa xưa, đây vốn là ngôi làng nông thôn thuộc hạt Middlesex. Kết nối với Luân Đôn được cải thiện qua đường ray xe lửa mở vào năm 1838 đã thay đổi nền kinh tế địa phương sang cung cấp hàng buôn bán và sau cùng phát triển thành đô thị. Với vai trò là một phần của sự phát triển Luân Đôn trong thế kỷ 20, Ealing bành trướng và phát triển mạnh về dân số. Ngày nay đây là một trung tâm bán lẻ và thương mại lớn với nền kinh tế về đêm phát triển mạnh.